# Lipe
Lipe – wieś w Polsce, w województwie wielkopolskim, w powiecie kaliskim, w gminie Blizanów.

## Historia
Do 1654 Lipe było gniazdem rodowym Lipskich herbu Grabie.
W latach 1954–1968 wieś należała i była siedzibą władz gromady Lipe, po jej zniesieniu w gromadzie Blizanów. W latach 1975–1998 miejscowość administracyjnie należała do województwa kaliskiego.

## Zabytki
We wsi drewniany kościół św. Stanisława Biskupa i Męczennika z 1753. 